# Cubo del Sur

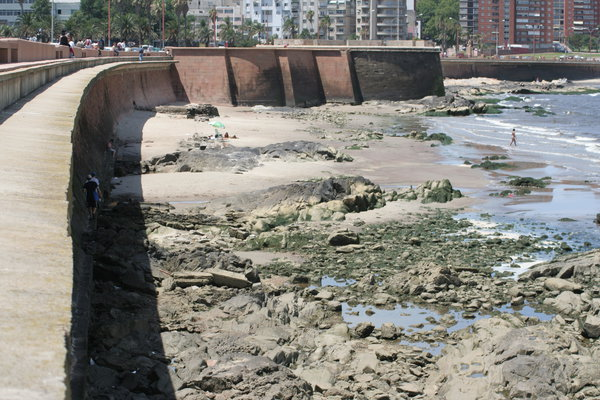
Zylindrisches Bauwerk aus dem 18. Jahrhundert gegen die Brandung

Die Cubo del Sur ist ein Bauwerk in der uruguayischen Landeshauptstadt Montevideo.
Das um 1760 errichtete Brüstungs-Festungsbauwerk befindet sich im Süden der Ciudad Vieja am Punkte des Zusammentreffens der Calle Treinta y Tres und der Rambla Gran Bretaña. Für den Bau zeichnete ursprünglich der Militäringenieur Francisco Rodríguez Cardoso verantwortlich. 1789 erfolgte ein Um-/Wiederaufbau, der von José Pérez Brito, seines Zeichens ebenfalls Militäringenieur, durchgeführt wurde. Erweiterungen und Verbesserungen an der Festungsanlage wurden sodann in den Jahren 1808 bis 1812 unter der Regie José del Pozos vorgenommen. Um 1843 fand eine teilweise Zerstörung statt. Den Wiederaufbau im Jahre 1943 leitete Architekt Eugenio Baroffio.
Seit 1975 ist die Cubo del Sur als Monumento Histórico Nacional klassifiziert.